# Lamellaxis micra
Lamellaxis micra är en snäckart som först beskrevs av d'Orbigny 1835.  Lamellaxis micra ingår i släktet Lamellaxis och familjen sylsnäckor. Inga underarter finns listade i Catalogue of Life.